# Mangaka
Mangaka (japonsky 漫画家) je japonský termín pro autora mangy nebo karikaturistu. Mimo Japonsko slovo manga obvykle označuje japonský komiks a mangaka znamená autor mangy, který je zpravidla Japonec.
Umělci buďto studují na umělecké univerzitě, nebo se stanou učněm jiného mangaky, předtím než vstoupí do světa mangy jako profesionální mangaka. Někteří se dostanou do průmyslu přímo, aniž by předtím byli asistenti. Například Naoko Takeuči, autorka Sailor Moon, která vyhrála v soutěži sponzorovanou Kodanša nebo manga průkopník Osamu Tezuka, který se proslavil, aniž by předtím pracoval jako asistent.
Mangaka se proslaví díky uznání svých schopností. Konají se různé soutěže, které pomáhají umělcům mangaka postoupit dál a spolupracovat s redaktory a vydavateli mangy.

## Vztah k ostatním zaměstnancům
Zatímco Japonsko má mít prosperující nezávislý komiksový trh pro amatérské a poloprofesionální umělce, vytváření mangy profesionálně je zřídkakdy prací jednoho člověka. Mangaka musí pracovat se sortimentem druhých, aby byla jeho práce dokončena, publikována a koupena.
Editor
Většina profesionálně publikované mangaka práce je s editorem, který je považován za šéfa mangaky a dohlíží na hromadnou produkci. Editor smí zasahovat do uspořádání, stylu umění mangy, směru a tempa příběhu. Příkladem toho je Akira Torijama a jeho bývalý editor Kazuhiko Torishima. Editor může také dohlížet na návrhy licencovaného zboží, anime adaptace a podobných produktů, ačkoli toto clo může také spadat do manga umělce nebo agenta.
Spisovatel
Mangaka může psát i ilustrovat série vlastní tvorby, nebo může pracovat ve spolupráci s autorem. Mangaka má typický vliv na dialog, i když je ve dvojici se spisovatelem, jako každý rozhovor se musí vejít do fyzických omezení. Takeši Obata z Death Note, Tecuo Hara z Fist of the North Star, Ryoichi Ikegami z Sanctuary, Aki Shirou a Hajime Kamoshida z Sakura-só no Pet na Kanojo jsou úspěšní manga umělci, kteří pracují s autory většinou své kariery.
Asistenti
Většina umělců má asistenty, kteří jim pomáhají dokončit práci načisto a včas. Avšak existují umělci, kteří nemají žádné asistenty a vše tvoří sami, což se považuje za výjimečné. Počet asistentů mangaky se může lišit, typicky jsou však tři. Náplň práce asistentů může spočívat například v barvení, písmu, či stínování. Někteří manga umělci dělí sketchwork pro své umění, aby mohli využít pomoci asistentů, kteří vyplní veškeré detaily, pro asistenty je však běžnější vypořádat se s pozadím a dalšími prvky v manze.
Většina manga umělců začínala jako asistenti, například Miwa Ueda s Naoko Takeuchi, Leji Matsumoto s Osamu Tezuka, Kaoru Shintani s Leiji Matsumoto, Eiičiró Oda s Hiroyuki a Mikio Ito s Nobuhiro Watsuki. Asistenti ve své práci mohou pokračovat, aniž by se v budoucnu stali nezávislým manga umělcem a pracovat s několika různými mangaky ve stejnou dobu.

## Význam
Slovo může být rozděleno na dvě části: Manga a ka
-ka (家) přípona znamená určitý stupeň odbornosti.